# USS Kentucky (SSBN-737)
Pour les autres navires du même nom, voir USS Kentucky.
L’USS Kentucky (SSBN-737) est un sous-marin nucléaire lanceur d’engins de la classe Ohio de l’United States Navy. Il est en service depuis 1991. Il est le troisième navire de l'US Navy à être nommé Kentucky en l'honneur du quinzième état des États-Unis, le Kentucky.

## Construction et mise en service
Le contrat de construction du Kentucky fut accordé à la division Electric Boat de General Dynamics à Groton, dans le Connecticut, le 13 août 1985. Sa quille fut posée le 18 décembre 1987. Il fut lancé le 11 août 1990, et son baptême ne se fit non pas à l'aide d'une bouteille de champagne, comme l'usage le veut, mais grâce à une bouteille de bourbon du Kentucky. Il fut placé dans le service actif le 6 octobre 1984 sous le commandement du capitaine Michael G. Riegel pour l'équipage bleu et du capitaine Joseph Harry pour l'équipage or (équivalent équipage rouge dans la Marine nationale).

## Histoire
Le 19 mars 1998, au sud de Long Island, le Kentucky est entré en collision avec le sous-marin d'attaque USS San Juan (SSN-751) alors que les deux navires conduisaient un entraînement conjoint avant leur déploiement. Le gouvernail du Kentucky a été endommagé tandis qu'une brèche est apparue au niveau des ballasts du San Juan, ce qui ne l'empêcha toutefois pas de remonter à la surface et de regagner son port d'attache. Aucun membre d'équipage des deux navires ne fut blessé.
L'équipage or du Kentucky a reçu en 2001 et 2002 la Captain Edward F. Ney Memorial Award (en) récompensant la qualité de la maïence.
Le 12 octobre 2011, alors que son périscope était au-dessus de l'eau, le Kentucky a percuté, en changeant de cap, le navire Midnight Sun au large du détroit de Juan de Fuca. Le rapport de la Navy a conclu à une série d'erreurs humaines.
En janvier 2012, le Kentucky a gagné le chantier naval de Puget Sound pour que son combustible nucléaire soit rechargé.
Le 18 juillet 2023, il accoste dans la base navale de Busan en Corée du Sud. Il est le premier sous-marin lanceur d'engins à visiter ce pays depuis le USS Robert E. Lee (en) de la classe George Washington en mars 1981.